# Chặng đua MotoGP Valencia 2020
Chặng đua MotoGP Valencia 2020 (tên chính thức 2020 Gran Premio Motul de la Comunitat Valenciana) là chặng đua thứ 13 của mùa giải MotoGP 2020. Chặng đua được tổ chức ở trường đua Circuit Ricardo Tormo, Tây Ban Nha từ ngày 13  đến 15 tháng 11 năm 2020. Người chiến thắng là Franco Morbidelli của đội đua Petronas Yamaha. Trong khi đó Joan Mir của đội đua Suzuki chính thức giành được ngôi vô địch mùa giải 2020.

## Diễn biến chính
Franco Morbidelli, Jack Miller là những người giành được hai vị trí xuất phát đầu tiên và họ bảo vệ được vị trí của mình cho đến khi cán đích. Morbidelli có chiến thắng MotoGP thứ 3 trong sự nghiệp còn Miller về nhì. Pol Espargaro xuất phát từ vị trí thứ 5 cũng đã vượt lên P3 ngay ở vòng 1 và về đích ở vị trí này.
Ở phía sau, Joan Mir xuất phát từ vị trí thứ 12 đã cố gắng về đích thứ 7, vị trí giúp cho anh chính thức đoạt chức vô địch trước một chặng đua với 171 điểm.

## Kết quả
| Stt                         | Số xe | Tay đua           | Xe      | Lap | Thời gian | Xuất phát | Điểm |
| --------------------------- | ----- | ----------------- | ------- | --- | --------- | --------- | ---- |
| 1                           | 21    | Franco Morbidelli | Yamaha  | 27  | 41:22.478 | 1         | 25   |
| 2                           | 43    | Jack Miller       | Ducati  | 27  | +0.093    | 2         | 20   |
| 3                           | 44    | Pol Espargaró     | KTM     | 27  | +3.006    | 5         | 16   |
| 4                           | 42    | Álex Rins         | Suzuki  | 27  | +3.697    | 14        | 13   |
| 5                           | 33    | Brad Binder       | KTM     | 27  | +4.127    | 9         | 11   |
| 6                           | 88    | Miguel Oliveira   | KTM     | 27  | +7.272    | 10        | 10   |
| 7                           | 36    | Joan Mir          | Suzuki  | 27  | +8.703    | 12        | 9    |
| 8                           | 4     | Andrea Dovizioso  | Ducati  | 27  | +8.729    | 17        | 8    |
| 9                           | 41    | Aleix Espargaró   | Aprilia | 27  | +15.512   | 7         | 7    |
| 10                          | 12    | Maverick Viñales  | Yamaha  | 27  | +19.043   | 6         | 6    |
| 11                          | 63    | Francesco Bagnaia | Ducati  | 27  | +19.456   | 8         | 5    |
| 12                          | 46    | Valentino Rossi   | Yamaha  | 27  | +19.717   | 16        | 4    |
| 13                          | 35    | Cal Crutchlow     | Honda   | 27  | +23.802   | 13        | 3    |
| 14                          | 6     | Stefan Bradl      | Honda   | 27  | +27.430   | 18        | 2    |
| 15                          | 9     | Danilo Petrucci   | Ducati  | 27  | +30.570   | 15        | 1    |
| 16                          | 73    | Álex Márquez      | Honda   | 27  | +30.619   | 20        |      |
| 17                          | 53    | Tito Rabat        | Ducati  | 27  | +42.365   | 19        |      |
| 18                          | 32    | Lorenzo Savadori  | Aprilia | 27  | +46.472   | 21        |      |
| Ret                         | 30    | Takaaki Nakagami  | Honda   | 18  | Accident  | 3         |      |
| Ret                         | 20    | Fabio Quartararo  | Yamaha  | 8   | Accident  | 11        |      |
| Ret                         | 5     | Johann Zarco      | Ducati  | 5   | Accident  | 4         |      |
| WD                          | 27    | Iker Lecuona      | KTM     |     | Withdrew  |           |      |
| OFFICIAL MOTOGP RACE REPORT |       |                   |         |     |           |           |      |

Nguồn: Trang chủ MotoGP